# Leucania clavifera
Leucania clavifera är en fjärilsart som beskrevs av George Francis Hampson 1907. Leucania clavifera ingår i släktet Leucania och familjen nattflyn. Inga underarter finns listade i Catalogue of Life.